# کریستالینا
کریستالینا (به لاتین: Cristallina) یک کوه در سوئیس است که در کانتون تیچینو واقع شده‌است. کریستالینا ۲٬۹۱۲ متر بالاتر از سطح دریا واقع شده‌است.